# Samuel Grot Słupecki
Samuel Grot Słupecki herbu Rawicz (zm. 6 listopada 1640 roku) – kasztelan radomski w latach 1620–1640, starosta zawichojski w latach 1615–1640.
Był wnukiem Zbigniewa Słupeckiego, synem Jana i Elżbiety z Żeleńskich. Rodzice i rodzina była wyznania kalwińskiego i w tym wyznaniu był wychowywany.
Odbył wieloletnie (1594-1605) staranne studia uniwersyteckie na protestanckich uczelniach, m.in. w Bazylei, ale także  w Padwie, gdzie w 1605 jako ostatni z Polaków został wybrany na rektora (w 1606 r. zrezygnował z funkcji, prawdopodobnie ze względów finansowych).
Po powrocie do ojczyzny przeszedł na katolicyzm i zlikwidował zbór kalwiński w Pniowie.  Ożenił się z katoliczką Zofią Ligęzianką (zm. 1632).
W 1627 roku wyznaczony z Senatu jako lustrator królewskich dóbr stołowych na Rusi i Wołyniu. W 1632 roku był elektorem Władysława IV Wazy z województwa sandomierskiego, podpisał jego pacta conventa.
W małżeństwie z Zofią Ligęzianką miał jedną córkę Reginę Konstancję, od 1641 roku żonę chorążego przemyskiego Adama Bala.